# Up Cerne
Up Cerne est une paroisse civile et un village du Dorset, en Angleterre.